# Saverio Fiducia
Saverio Fiducia (Catania, 19 settembre 1878 – Catania, 6 febbraio 1970) è stato un giornalista italiano.

## Biografia

### Giornalismo
Dopo il suo esordio nel 1923 in Siciliana Saverio Fiducia collaborò al Giornale dell'Isola, fu dal 1929 al 1935 con Luigi Gandolfo segretario di redazione della Rivista del Comune di Catania, fu critico cinematografico de Il Popolo di Sicilia. Nel 1952, riprese le pubblicazioni la Rivista del Comune di Catania, vi fu richiamato e vi rimase, fino alla cessazione, avvenuta nel dicembre del 1962.
Risorta, nel 1947, La Sicilia, vi iniziò la collaborazione. Qui, in queste colonne, apparvero tutte le sue Passeggiate sentimentali: decine e decine di articoli vari d'interesse storico, civico, artistico, nonché racconti e novelle e, inoltre, delle rubriche come Echi e Cartoline illustrate. Rubriche simili aveva tenuto anche in altri quotidiani, come Periscopio cittadino, Itinerario sentimentale, Le luci della città e altre.

### Teatro
La sua passione per il teatro s'era rivelata in lui quando ancora ragazzino il padre lo portava agli spettacoli di opera e di prosa, aveva dato i primi frutti nel 1912 con due atti unici in lingua: La nube e II singhiozzo nell'alcova che però non furono mai rappresentati.
La prima affermazione l'ebbe con la commedia in dialetto Notti senz'alba, la quale, presentata nel 1914 da Giovanni Grasso jr. al Politeama Garibaldi di Palermo, riscosse un gran successo.
II 2 luglio 1921 Grasso senior la fece trionfare anche al Teatro Lirico di Milano. E ciò nonostante, fosse stata «stroncata da Renato Simoni, plagiata da Ugo Betti e poi lodata da Saverio Procida».
Nel 1929 lo stesso Grasso senior ne farà una delle sue migliori interpretazioni in una sua serata d'onore al Royal Theatre di New York.
Altri notevoli successi furono:
- nel 1928 Li du' surgivi (Siracusa, interprete Turi Pandolfini)
- nel 1929 Domini (Palermo, interprete Giovanni Grasso jr. e Virginia Balistrieri);
- nel 1930 Vicolo delle Belle in lingua e col commento musicale del maestro Francesco Paolo Frontini (Catania, interprete Turi Pandolfini), con il brano La sonata dell'orbo.

Le opere teatrali si trovano casa della nipote che aspettano di essere pubblicate.

### Televisione
Fiducia per la Rai, oltre al bozzetto in un atto Caffè notturno e a svariate conversazioni e riduzioni, tra cui La lupa e La caccia al lupo di Giovanni Verga, San Giovanni decollato di Nino Martoglio, U spirdu di Antonino Russo Giusti, tradusse Bellavita di Luigi Pirandello e, dal napoletano, Addio, mia bella Napoli! di Ernesto Murolo.
Ad eccezione delle cento e una Passeggiate sentimentali, raccolte nel volume edito da Niccolò Giannotta, la produzione di Saverio Fiducia e rimasta disseminata e dispersa in giornali e riviste.